# Табулейру-ду-Норти
Табулейру-ду-Норти (порт. Tabuleiro do Norte) — город и муниципалитет в Бразилии, входит в штат Сеара. Составная часть мезорегиона Жагуариби. Входит в экономико-статистический микрорегион Байшу-Жагуариби. Занимает площадь 86 194 км².
Праздник города — 8 июня.

## Галерея

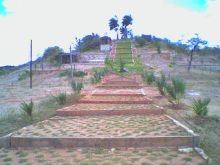
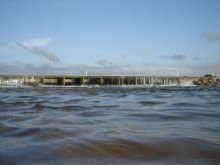

## История
Город основан в 1720 году.

## География
Климат местности: тропический.